# Sinagoga de Óbuda
La sinagoga de Óbuda es una sinagoga de principios del siglo XIX, erigida en el actual distrito aquincense y anteriormente ciudad de Óbuda, Hungría.

## Historia
La comunidad judía de Óbuda es una comunidad relativamente joven. Existen evidencias de una vida judía en Óbuda en 1349, de la que poco se sabe, aunque la conocida como Comunidad judía de Óbuda data de principios del siglo XVIII.
En 1712, en pleno rifirrafe entre las cortes centroeuropeas por los derechos de sucesión de una heredera femenina de la casa de Habsburgo (Pragmáticas Sanciones de 1712 y de 1713), se dictó un decreto de prohibición para los judíos de vivir en Buda y en Pest. La entonces condesa de Zichy invitó a los judíos emigrantes de Buda a vivir en Óbuda, muchas de cuyas partes eran propiedad de la casa Zichy (y que en 1873 se uniría con Buda y Pest para dar paso a la creación de Budapest). En 1737 se erigió la primera sinagoga del municipio, que en 1349 se convertiría en la primera sinagoga permanente del siglo XVIII.
En 1820 se erigió la sinagoga actual, sustituyendo a la antigua sinagoga como principal lugar del culto judío. A día de su inauguración, el 20 de julio de 1821, se consideraba la sinagoga más grande del Sacro Imperio Romano (la Gran Sinagoga de Budapest solo sería inaugurada en 1859). De acuerdo con historiadores de la época, como también la edición de 1822 de una guía de ciudades del Imperio, se trataba de una de las sinagogas más ostentosas de toda Europa, y definitivamente la más importante de Hungría. Se llegó a comparar con hitos de la época como la Sinagoga portuguesa de Ámsterdam. En aquellos años la comunidad judía de Óbuda era la más numerosa de toda Hungría.

En 1831, tras la muerte del gran rabino de la comunidad Moses Munz, la congregación de Óbuda atravesó por un proceso de cambio que caracterizó a gran parte de la judería húngara de separación del judaísmo ortodoxo y su adhesión al judaísmo neológico. Este proceso culminó en 1848 en la muestra de apoyo de la comunidad al nacionalismo húngaro, ofreciendo la mitad de los servicios religiosos en el idioma húngaro. De acuerdo con un censo realizado en 1850, Óbuda tendría por aquel entonces 3439 habitantes judíos, casi la tercera parte de su población.

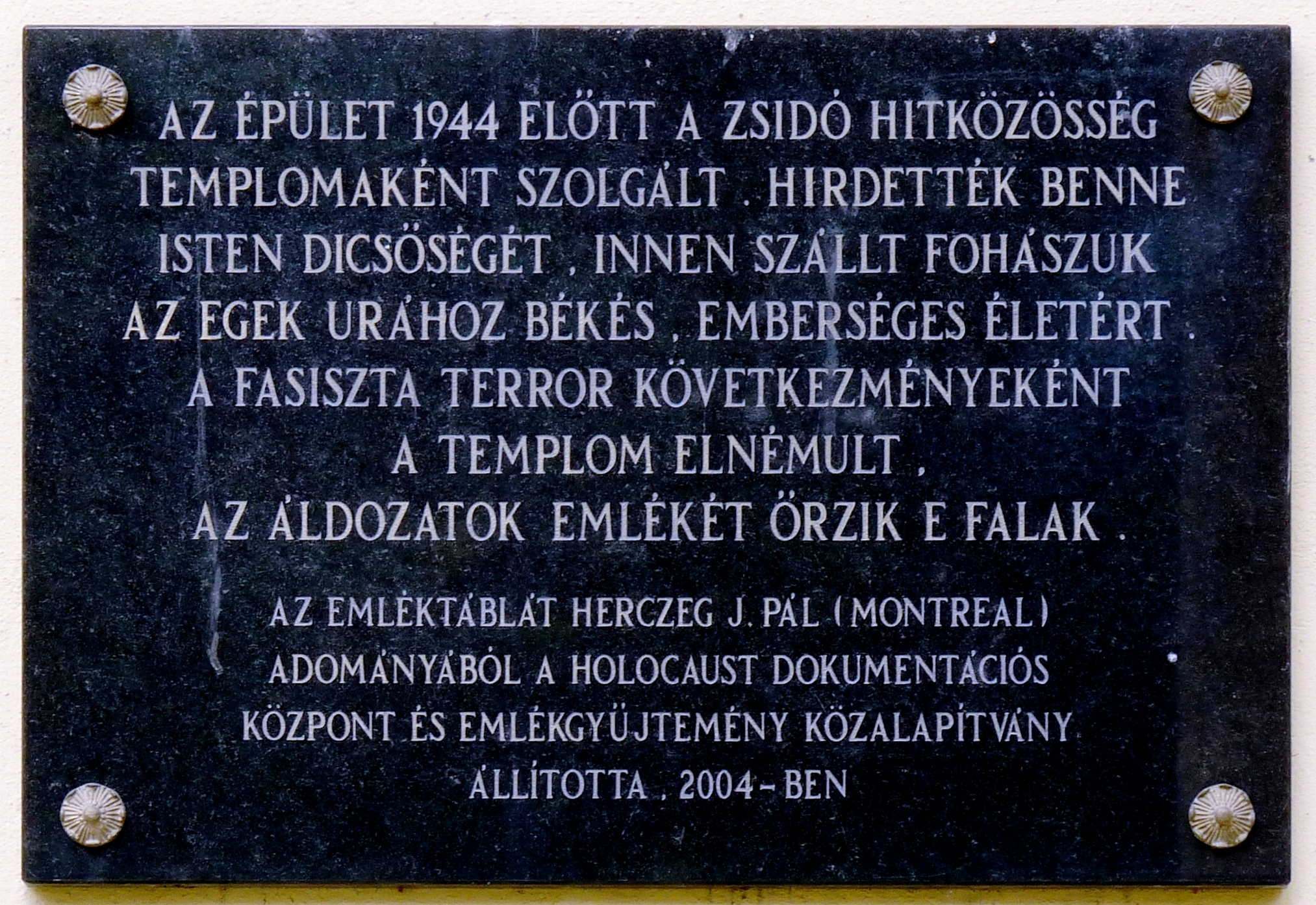
Placa conmemorativa en la fachada de la sinagoga

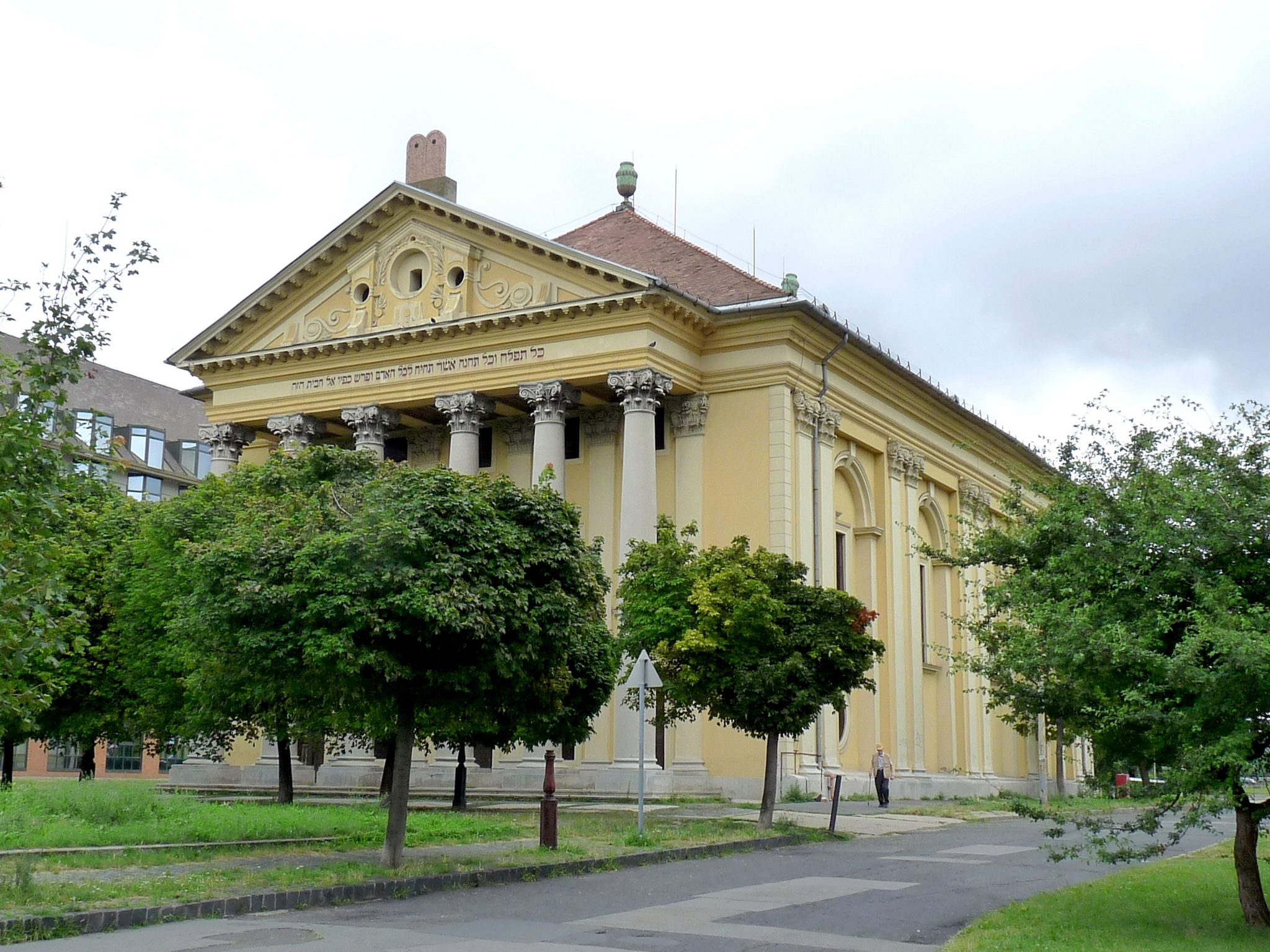

En las siguientes décadas del siglo XIX la comunidad judía de la ciudad disminuyó, en gran parte debido a la marcha de muchos de sus miembros a la entonces muy próspera ciudad de Pest. Aun así, en 1926 el ahora Distrito III de Budapest contaba con un 10 % de judíos entre el total de su población, una relativa alta proporción.
En 1900 el edificio fue renovado, incorporándole ornamentos al estilo Secesión de Hungría (una subdisciplina de la Secesión de Viena), que se pueden observar en la actualidad.
Durante la Primera Guerra Mundial el famoso tejado de cobre original del edificio fue requisado por las autoridades y fundido, destinando el metal a la fabricación de municiones. Con ello seguía la suerte de muchos otros edificios religiosos, tanto judíos como cristianos, que perdieron sus tejados, campanas, tuberías y hasta crucifijos de latón durante la contienda con el mismo fin.
Durante la Segunda Guerra Mundial gran parte la comunidad judía del distrito, como en otras partes de la capital húngara, fue enviada a Auschwitz y asesinada por los nazis. En las posteriores décadas, la diezmada comunidad no consiguió costear el mantenimiento del edificio, que fue confiscado en los años 1950 por las autoridades, quienes lo declararon monumento protegido en 1957. En los años siguientes se le dio al edificio distintos usos, y en los años 1970 fue vendido a un estudio de televisión (MTV), que lo utilizaría en las próximas décadas (llegando la sinagoga a ser sinónimo del nombre del estudio). 
En 2010 la actual comunidad judía del distrito recuperó la sinagoga para su uso original, el culto judío. El 5 de septiembre de ese año se celebró la reapertura de la sinagoga en una ceremonia en presencia del vice primer ministro húngaro, Zsolt Semjén, y del gran rabino asquenazí de Israel, Yona Metzger. En su uso actual, la sinagoga ha vuelto a servir para el rito ortodoxo-jasídico, siendo dirigida por Jabad-Lubavitsch.

## Arquitectura y decoración

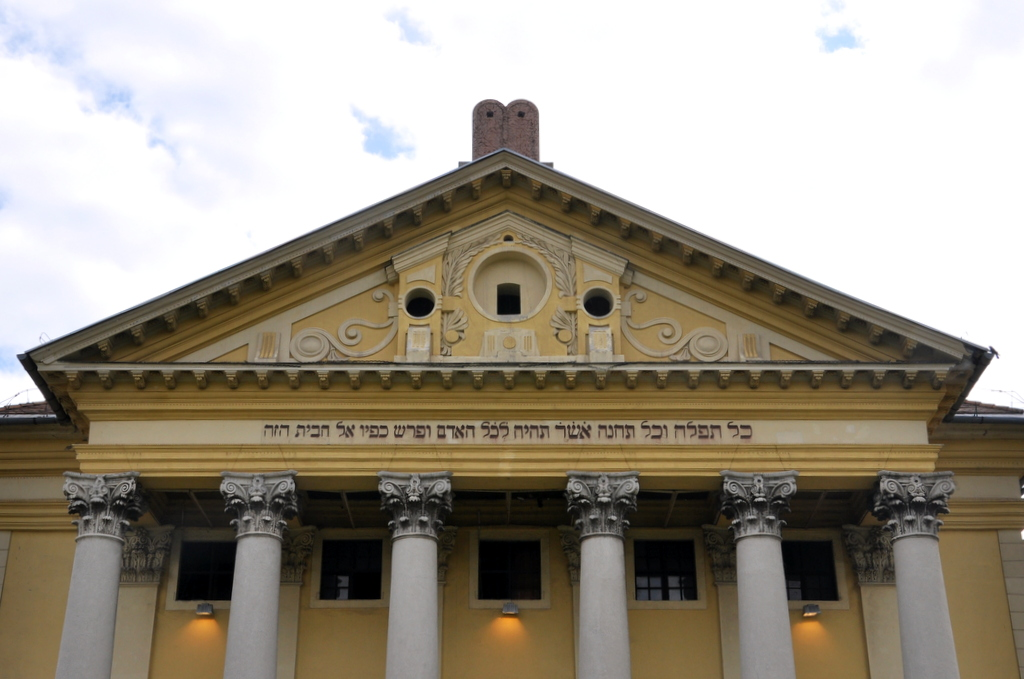

La sinagoga fue diseñada en el estilo Imperio por el arquitecto Andreas Landesherr, ampliando y embelleciendo la estructura de una edificación judía de 1731, de cuya forma original poco había quedado. El frontón y las seis columnas corintias de la fachada confieren al edificio el aspecto de un templo clásico. El frontón fue adornado con arabescos y coronado por una escultura de las tablas de la ley. En las paredes laterales, dos alturas de arcos de medio punto alternan con pilastras de estilo clásico.
En su interior, realizado por Janos Maurer, la tarima (bimá) dispone de cuatro impresionantes columnas esquineras en forma de obeliscos al estilo neoegipcio, un motivo popular de la época, erigidas sobre pedestales. Tanto columnas como pedestales fueron decorados y tallados con mucho detalle, también empleando motivos orientales. Las columnas fueron coronadas por esferas, y encima de ellas un águila.
El Hejal (arca sagrada) es delimitado por otras cuatro columnas, diseñadas al estilo clásico, y coronado con una réplica de las tablas de la ley rodeadas de nubes pintadas, con llamas de fuego pretendiendo alcanzarlas desde abajo. Por encima del escenario hay colocada una corona dorada. En los tiempos de abundancia de la judería local, el Hejal llegó a contener hasta 28 rollos de la Torá, una cantidad que requiere de considerables recursos, de los que disponía la congregación de Óbuda. En su día, no menos de catorce lámparas de araña colgaban del techo.
Originalmente, la galería de mujeres se extendía a lo largo de la pared occidental.
La extravagancia de la sinagoga, sin embargo, provocó quejas de algunos miembros de la congregación, que la consideraban demasiado lujosa.

## Galería (interior de la sinagoga)

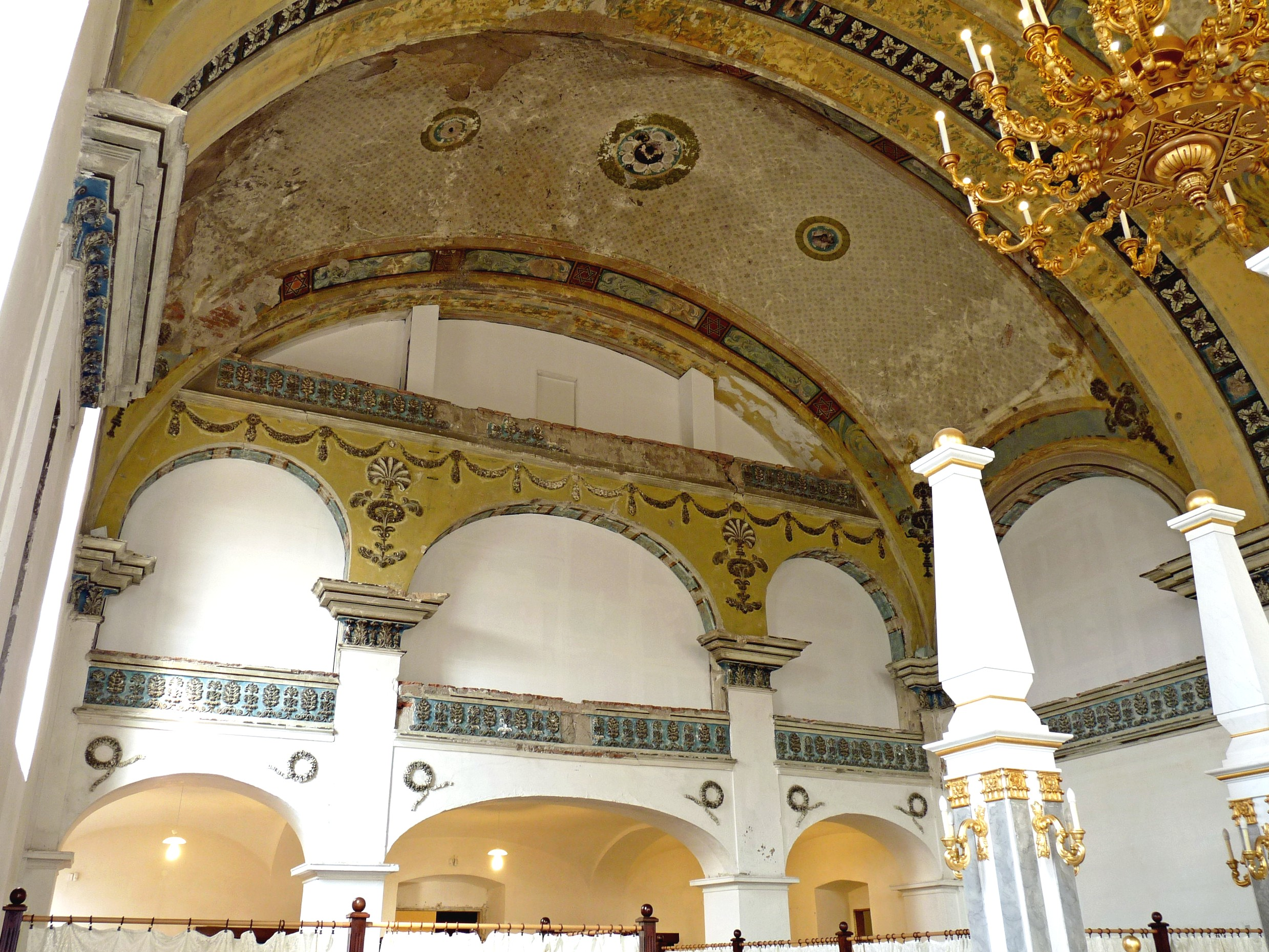
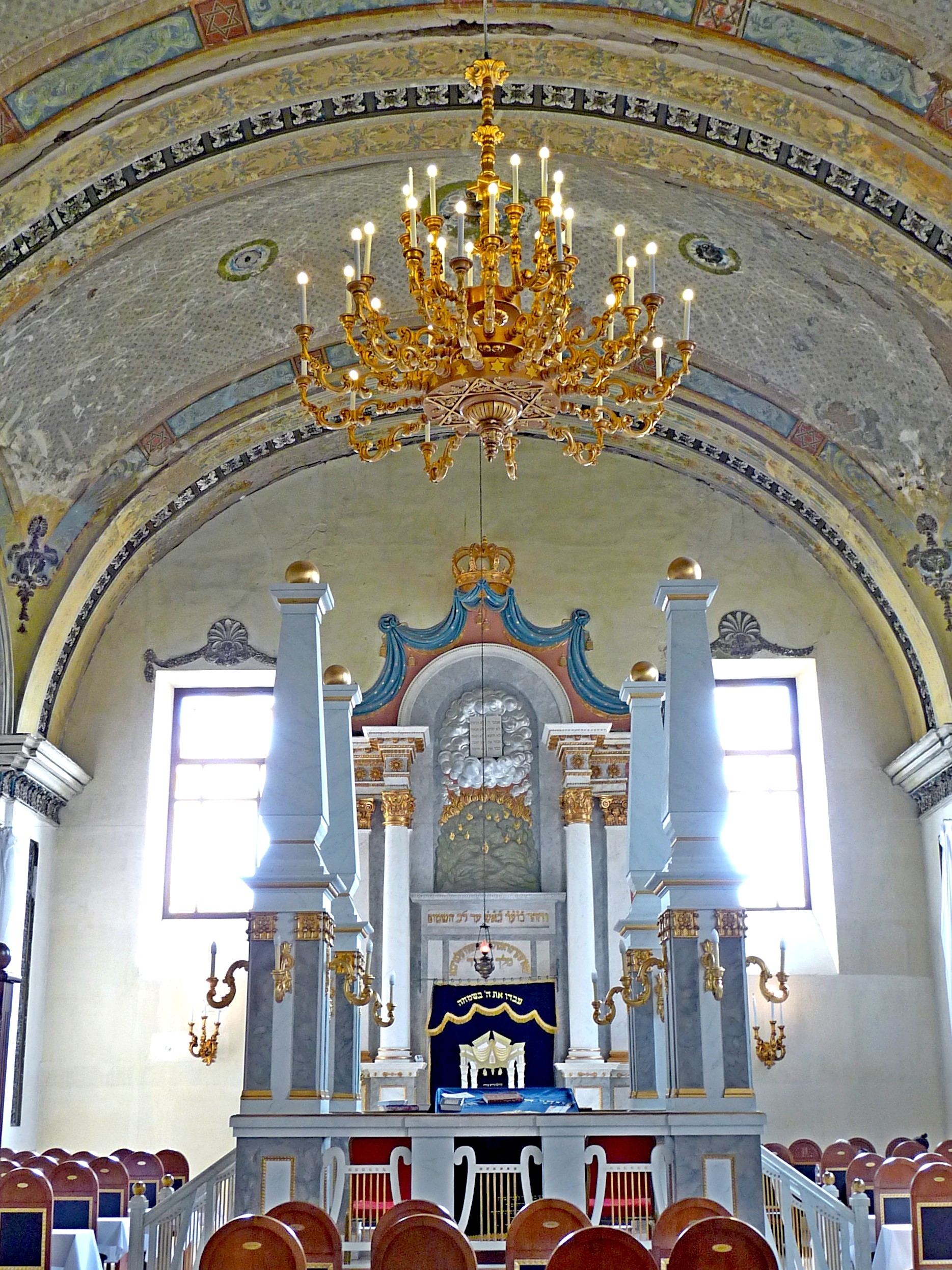
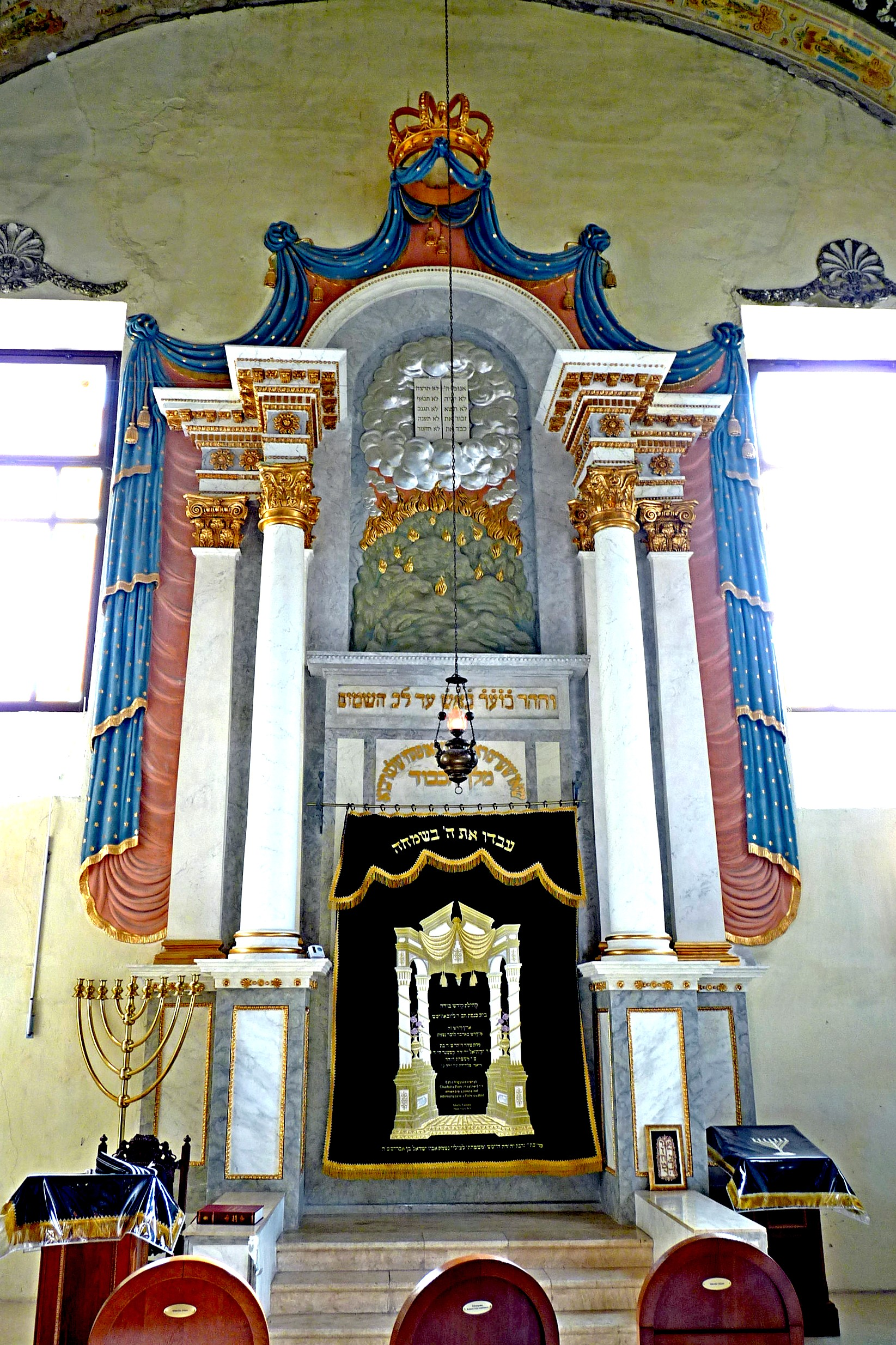
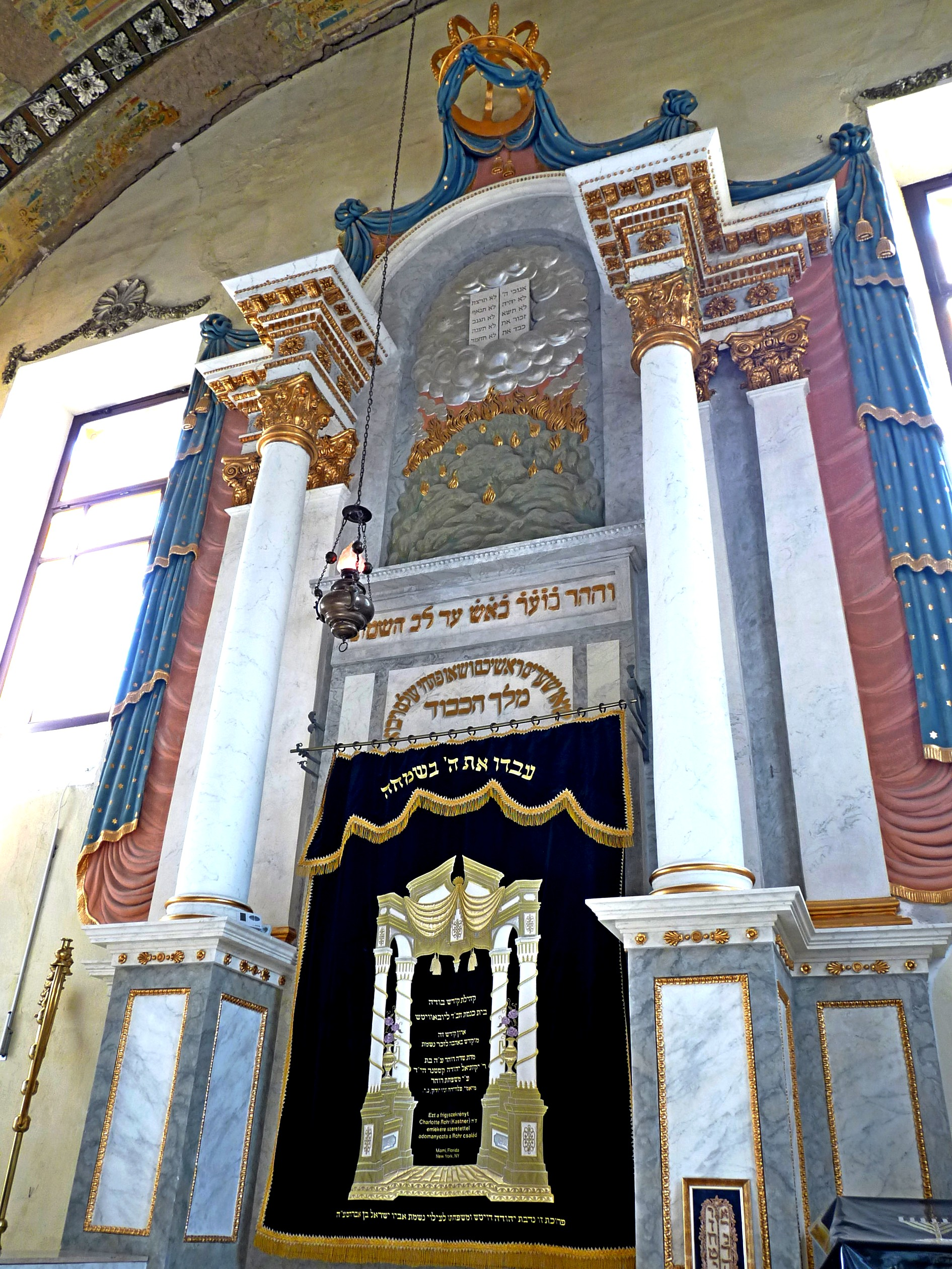
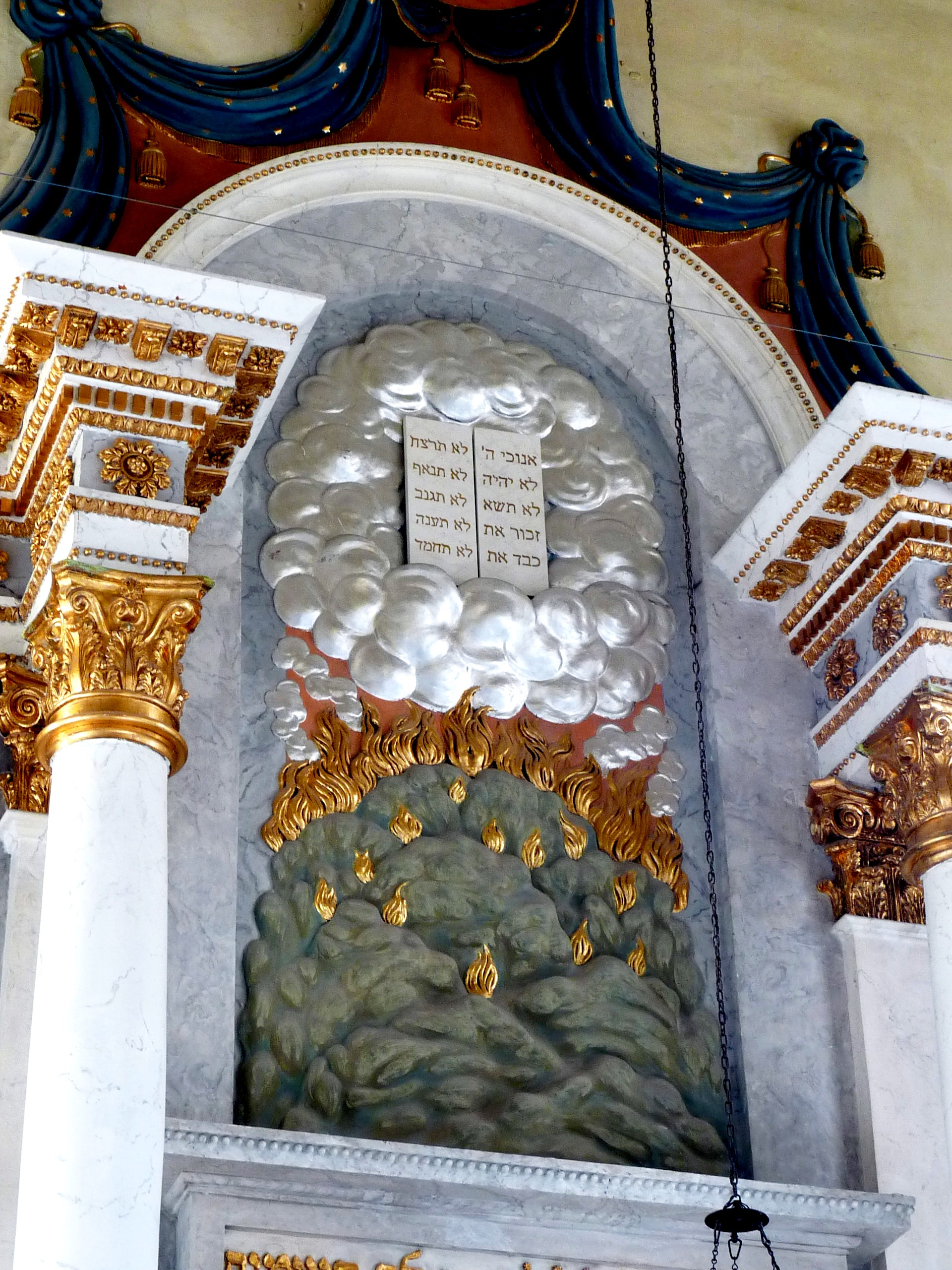
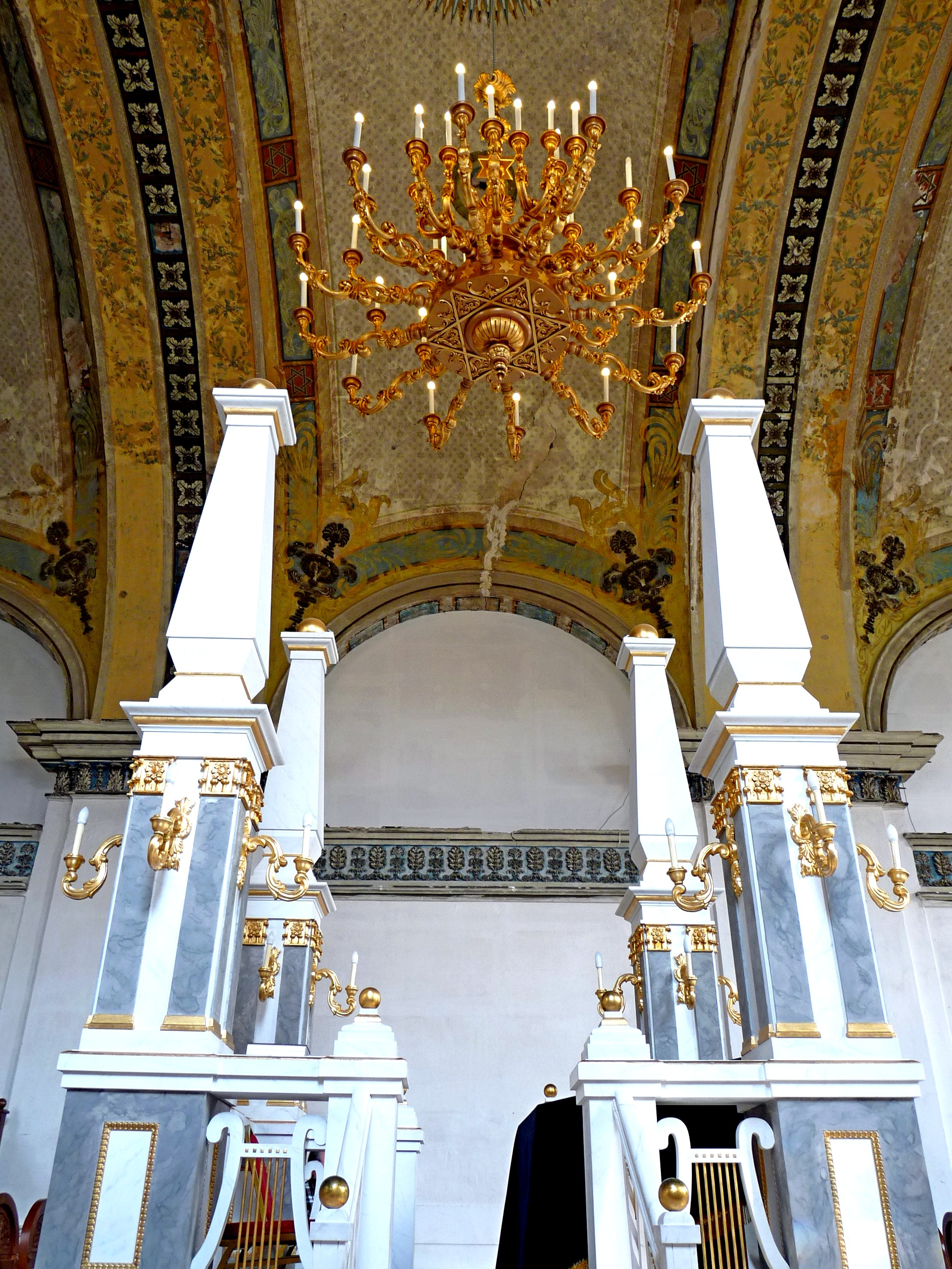
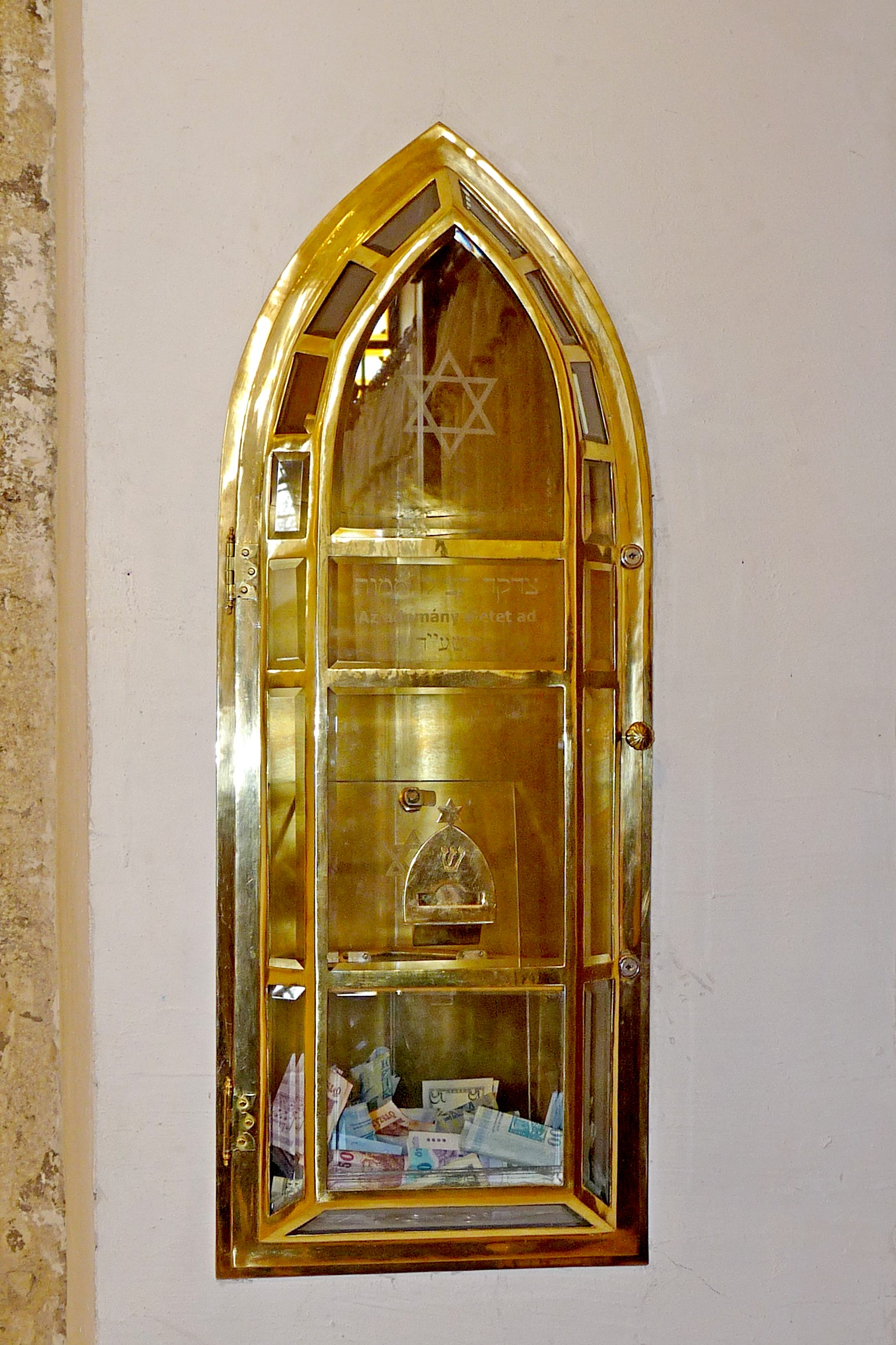